# Contea di Dardanup
La contea di Dardanup è una delle dodici Local Government Areas che si trovano nella regione di South West, in Australia Occidentale. Essa si estende su di una superficie di circa 548 chilometri quadrati ed ha una popolazione di 11.563 abitanti.